# Persone di nome Sami
| Questa pagina contiene informazioni ricavate automaticamente dalle voci biografiche con l'ausilio del template Bio e di un bot. L'aggiornamento è periodico e automatico e ricostruisce completamente la pagina. Se manca una persona in questa lista, sei pregato di non aggiungerla, ma accertati piuttosto che la sua voce biografica contenga il template Bio e che i dati anagrafici siano correttamente compilati. Se il template Bio manca, inseriscilo tu stesso o, in alternativa, metti l'avviso {{tmp\|Bio}} che ne segnala la mancanza. Se i dati riportati sono sbagliati, correggi direttamente la voce biografica; le modifiche saranno visibili in questa lista entro pochi giorni. Per chiarimenti vedi il progetto antroponimi. La lista contiene solo le 53 persone che sono citate nell'enciclopedia e per le quali è stato implementato correttamente il template Bio. Pagina aggiornata al 16 ott 2024. |

Questa è una lista di persone presenti nell'enciclopedia che hanno il prenome Sami, suddivise per attività principale.

## Allenatori di calcio(4)
- Sami Al-Jaber, allenatore di calcio e ex calciatore saudita (Riad, n. 1972)
- Sami Hyypiä, allenatore di calcio e ex calciatore finlandese (Porvoo, n. 1973)
- Sami Ristilä, allenatore di calcio e ex calciatore finlandese (Valkeakoski, n. 1974)
- Sami Trabelsi, allenatore di calcio e ex calciatore tunisino (Sfax, n. 1968)

## Artisti(1)
- Sami Bentil, artista ghanese

## Attori(4)
- Sami Bouajila, attore francese (La Tronche, n. 1966)
- Sami Frey, attore francese (Parigi, n. 1937)
- Sami Herzog, attore tedesco (Monaco di Baviera, n. 2000)
- Sami Outalbali, attore francese (Poissy, n. 1999)

## Attrici(1)
- Sami Gayle, attrice statunitense (Weston, n. 1996)

## Avvocati(1)
- Sami Aldeeb, avvocato palestinese (Jenin, n. 1949)

## Bassisti(3)
- Sami Hinkka, bassista finlandese (n. 1978)
- Sami Vänskä, bassista finlandese (Kitee, n. 1976)
- Sam Yaffa, bassista finlandese (Espoo, n. 1963)

## Calciatori(11)
- Sami Al Husaini, calciatore bahreinita (Manama, n. 1989)
- Sami Al-Hashash, ex calciatore kuwaitiano (n. 1959)
- Sami Al-Najei, calciatore saudita (Jizan, n. 1997)
- Sami Allagui, ex calciatore tunisino (Düsseldorf, n. 1986)
- Sami Anbar, calciatore emiratino (n. 1984)
- Sami El-Sheshini, ex calciatore egiziano (n. 1972)
- Sami Khedira, ex calciatore tedesco (Stoccarda, n. 1987)
- Sami Lahssaini, calciatore belga (Liegi, n. 1998)
- Sami Mahlio, ex calciatore finlandese (Valkeakoski, n. 1972)
- Sami Ouaissa, calciatore olandese (Hoensbroek, n. 2003)
- Sami Tajeddine, ex calciatore marocchino (n. 1982)

## Cantautori(1)
- Sami Yusuf, cantautore britannico (Teheran, n. 1980)

## Cestisti(4)
- Sami Eleraky, cestista danese (Aalborg, n. 1993)
- Sami Ibrahim, cestista egiziano (n. 1926)
- Sami Lehtoranta, ex cestista finlandese (Suolahti, n. 1979)
- Sami Shelbayah, cestista egiziano (n. 1933 - † 1976)

## Chitarristi(3)
- Alexander Kuoppala, chitarrista finlandese (Espoo, n. 1974)
- Sami Lopakka, chitarrista finlandese (Muhos, n. 1975)
- Sami Yli-Sirniö, chitarrista finlandese (Helsinki, n. 1972)

## Combinatisti nordici(1)
- Sami Leinonen, ex combinatista nordico finlandese (Hyvinkää, n. 1963)

## Fondisti(2)
- Sami Jauhojärvi, ex fondista finlandese (Ylitornio, n. 1981)
- Sami Repo, ex fondista finlandese (Rautjärvi, n. 1971)

## Hockeisti su ghiaccio(5)
- Sami Aittokallio, hockeista su ghiaccio finlandese (n. 1992)
- Sami Kapanen, ex hockeista su ghiaccio finlandese (Vantaa, n. 1973)
- Sami Lepistö, hockeista su ghiaccio finlandese (Espoo, n. 1984)
- Sami Salo, ex hockeista su ghiaccio finlandese (Turku, n. 1974)
- Sami Vatanen, hockeista su ghiaccio finlandese (Jyväskylä, n. 1991)

## Judoka(1)
- Sami Chouchi, judoka belga (Bruxelles, n. 1993)

## Militari(1)
- Sami al-Hinnawi, militare e politico siriano (Aleppo, n. 1898 - Beirut, † 1950)

## Piloti automobilistici(1)
- Sami Meguetounif, pilota automobilistico francese (Marsiglia, n. 2004)

## Piloti di rally(1)
- Sami Pajari, pilota di rally finlandese (Lahti, n. 2001)

## Politici(1)
- Süleyman Demirel, politico turco (Isparta, n. 1924 - Ankara, † 2015)

## Rugbisti a 15(1)
- Sami Panico, rugbista a 15 italiano (Albano Laziale, n. 1993)

## Sciatori alpini(1)
- Sami Uotila, ex sciatore alpino finlandese (Helsinki, n. 1976)

## Scrittori(3)
- Sami Frashëri, scrittore, filosofo e drammaturgo albanese (Frashër, n. 1850 - Istanbul, † 1904)
- Sami Michael, scrittore e attivista israeliano (Baghdad, n. 1926 - Haifa, † 2024)
- Sami Tchak, scrittore togolese (Togo, n. 1960)

## Senza attività specificata(2)
- Sami Modiano, superstite dell'Olocausto italiano (Rodi, n. 1930)
- Sami Mustonen, ex sciatore freestyle finlandese (Kemijärvi, n. 1977)